# Here We Go Again (Ray Charles)
Here We Go Again è un brano musicale scritto da Don Lanier e Red Steagall, che è stato interpretato da Ray Charles nel 1967, pubblicato come singolo tratto dall'album Ray Charles Invites You to Listen.

## Tracce
- 7"

1. Here We Go Again – 3:14
2. Somebody Ought to Write a Book About It – 3:02

## Versione di Nancy Sinatra
Nancy Sinatra ha realizzato una cover del brano per il suo album del 1969 Nancy con la produzione di Billy Strange.

### Tracce
- 7"

1. Here We Go Again – 3:07
2. Memories – 3:40

## Versione di Ray Charles con Norah Jones
La versione inserita nell'album del 2004, Genius Loves Company, interpretata in duetto da Ray Charles con Norah Jones, nel corso dei Grammy Awards 2005, si è aggiudicata il Grammy Award alla registrazione dell'anno e il Grammy Award alla miglior collaborazione vocale pop.

### Tracce
- CD

1. Here We Go Again (Ray Charles and Norah Jones) – 3:59
2. Mary Ann (Poncho Sanchez featuring Ray Charles) – 5:05
3. Interview With Norah Jones – 1:35

## Altre versioni
- Billy Vaughn ha inciso il brano in versione strumentale nel 1967.
- Dean Martin ha registrato il brano nel suo album My Woman, My Woman, My Wife (1970).
- Glen Campbell ha inciso il brano nell'album The Last Time I Saw Her (1971).
- Roy Clark ha pubblicato la sua versione del brano nel 1982.
- George Strait ha inciso la canzone nell'album Holding My Own del 1992.
- Willie Nelson e Wynton Marsalis, con la partecipazione di Norah Jones, hanno registrato il brano dal vivo per poi pubblicarlo nell'album Here We Go Again: Celebrating the Genius of Ray Charles, uscito nel 2011.